# Hodnosti Heeru (Wehrmacht)
Hodnosti německého wehrmachtu

## Vojáci

### Mužstvo jednotlivých zbraní
- Soldat
- Schütze
- Grenadier
- Füsilier
- Musketier
- Jäger
- Reiter
- Kanonier
- Panzerschütze
- Panzergrenadier
- Pionier
- Funker
- Fahrer
- Kraftfahrer
- Musikerschütze
- Sanitätssoldat

### Starší mužstvo
- Oberschütze
- Oberreiter
- Obergrenadier
- Oberjäger
- Oberkanonier
- Panzeroberschütze
- Panzerobergrenadier
- Oberpionier
- Oberfunker
- Oberfahrer
- Oberkraftfahrer
- Musikoberschütze
- Sanitätsobersoldat

### Svobodníci
- Gefreiter
- Obergefreiter
- Stabsgefreiter

## Podůstojníci a důstojníci

### Poddůstojníci
- Unteroffizier
- Unterfeldwebel
- Fähnrich
- Feldwebel
- Oberfeldwebel
- Hauptfeldwebel
- Stabsfeldwebel

### Důstojníci
- Leutnant / poručík
- Oberleutnant / nadporučík
- Hauptmann / kapitán
- Major / major
- Oberstleutnant / podplukovník
- Oberst / plukovník
- Generalmajor / generálmajor
- Generalleutnant / generálporučík
- General der…
  - General der Infanterie / generál pěchoty
  - General der Artillerie / generál dělostřelectva
  - General der Kavallerie / generál jezdectva
  - General der Panzertruppen / generál tankových jednotek
  - General der Pioniere / generál ženijních jednotek
  - General der Gebirgstruppen / generál horských myslivců
  - General der Nachrichtentruppe / generál spojovacích jednotek
- Generaloberst / generálplukovník
- Generalfeldmarschall / generál polní maršál
- Reichsmarschall / říšský maršál

## Vrchní velení
- Oberkommando der Wehrmacht – Wilhelm Keitel,Alfred Jodl
- Führer und Oberster Befehlshaber der Wehrmacht – Adolf Hitler

## Výložky pozemních jednotek Wehrmachtu

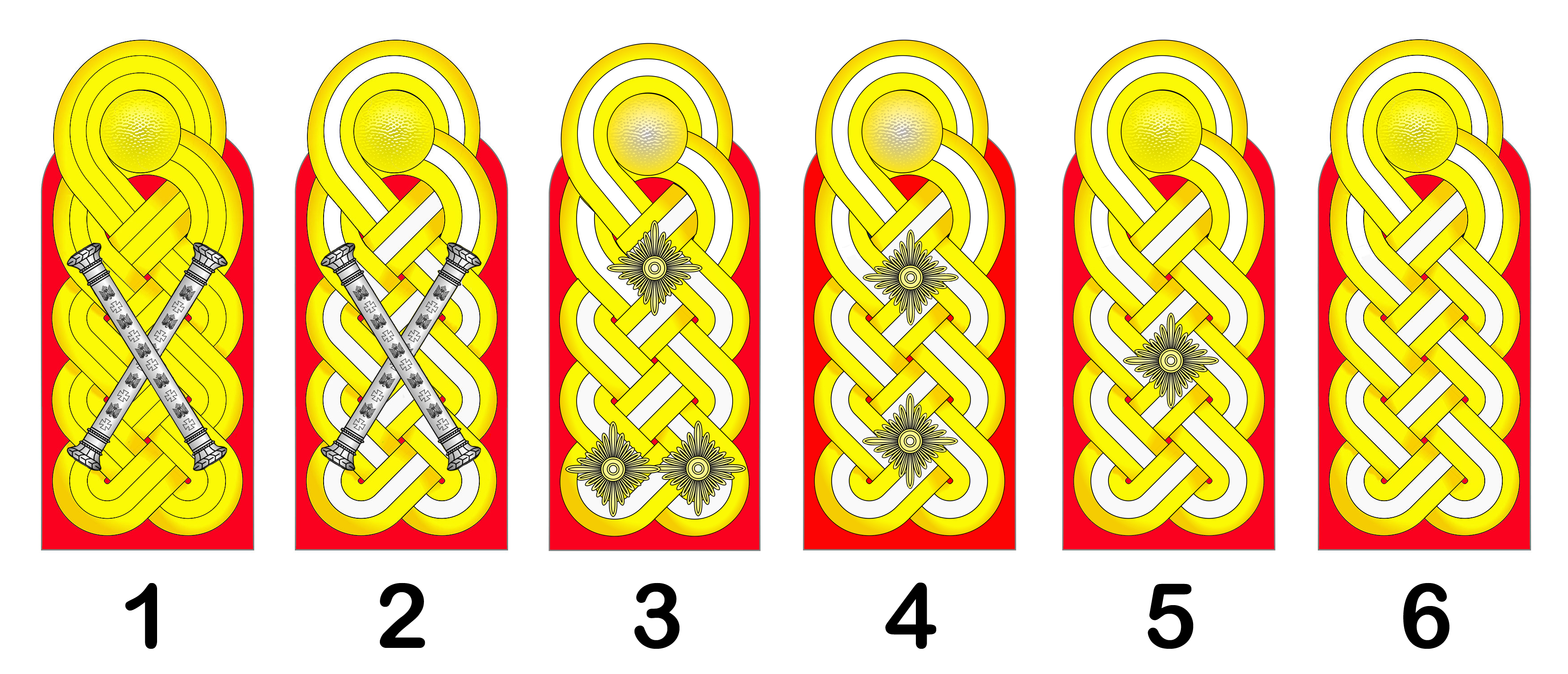
Výložky generálů Wehrmachtu

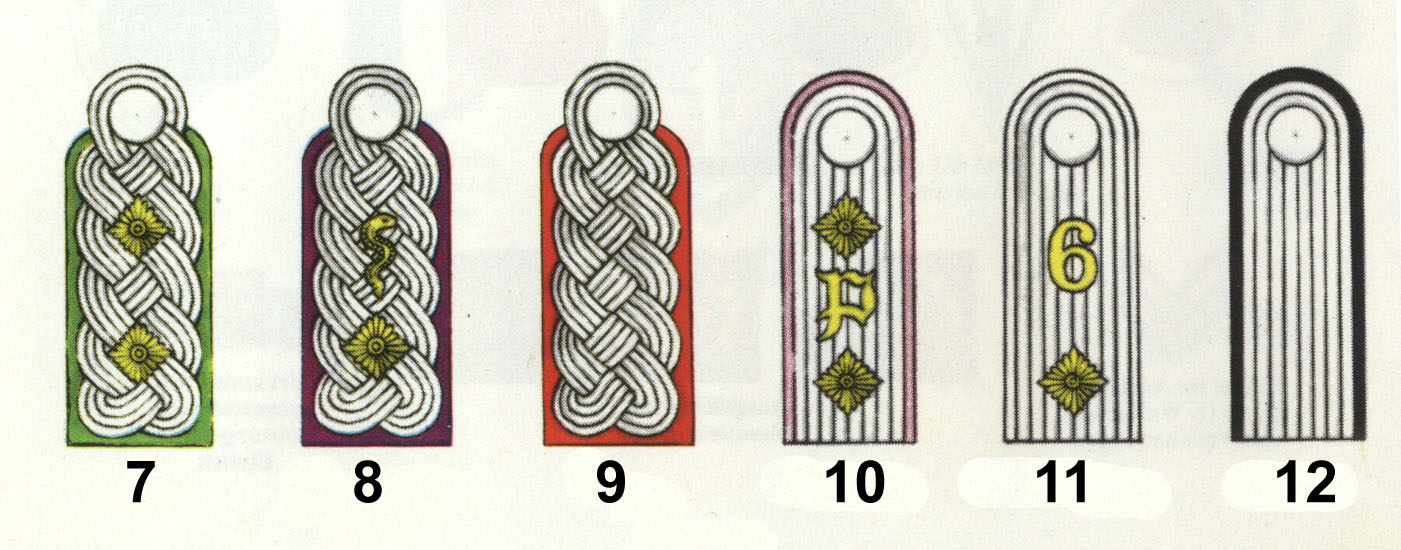
Výložky důstojníků Wehrmachtu

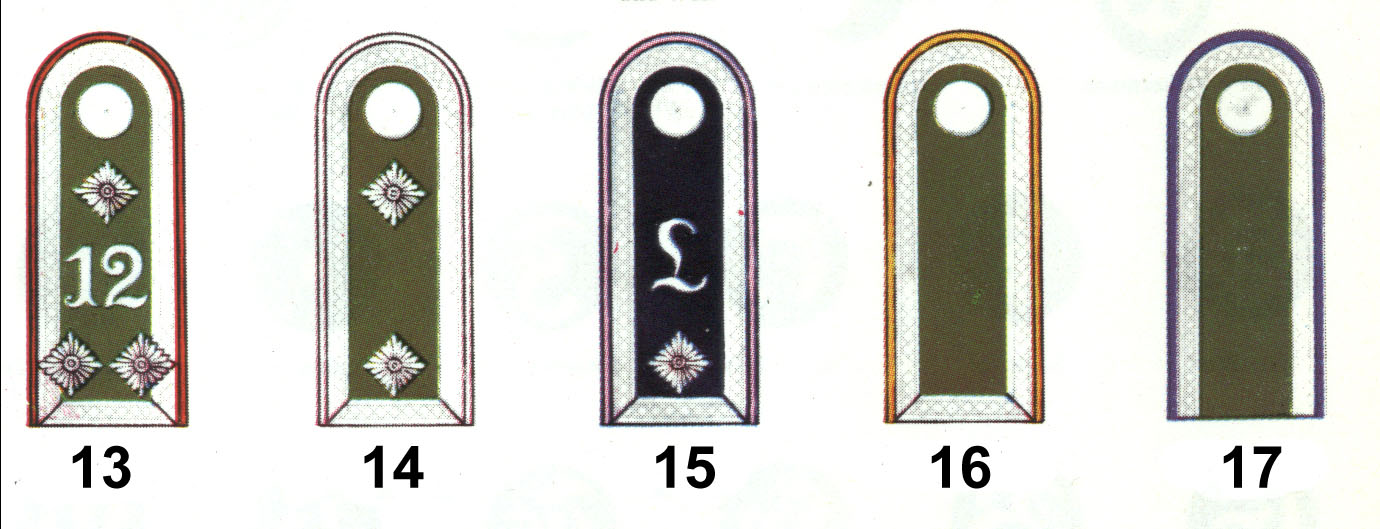
Výložky poddůstojníků a mužstva Wehrmachtu

- 0. – Reichsmarschall / Říšský maršál
- 1. – Generalfeldmarschall / Generál polní maršál
- 2. – General im Range eines Generalfeldmarschalls / Generál čekající na hodnost generála polního maršála
- 3. – Generaloberst / Generálplukovník
- 4. – General der… / Generál
- 5. – Generalleutnant / Generálporučík
- 6. – Generalmajor / Generálmajor
- 7. – Oberst, Gebirgstruppen / Plukovník horských myslivců
- 8. – Oberstleutnant, hier Oberfeldveterinär / Podplukovník polních zvěrolékařů
- 9. – Major, Artillerie / Major dělostřelectva
- 10. – Hauptmann, Panzertruppen / Kapitán tankových jednotek
- 11. – Oberleutnant, Infanterie / Nadporučík pěchoty
- 12. – Leutnant, Pioniere / Poručík ženijních jednotek
- 13. – Stabsfeldwebel / Štábní šikovatel
- 14. – Oberfeldwebel / Vyšší šikovatel
- 15. – Feldwebel / Šikovatel
- 16. – Unterfeldwebel / Nižší šikovatel
- 17. – Unteroffizier / Rotný